# Campionats del món de ciclisme en ruta de 1923

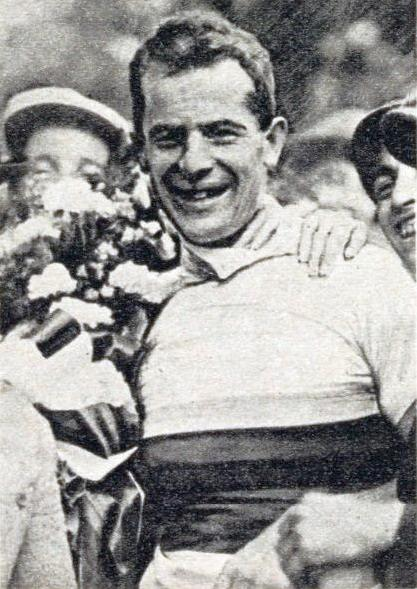
Libero Ferrario, guanyador de la prova.

Els Campionats del món de ciclisme en ruta de 1923 es disputaren el 25 d'agost de 1923 a Zúric, Suïssa.

## Palmarès
| Proves :                 | Or                      | Or         | Plata                        | Plata | Bronze                   | Bronze |
| Amateurs                 |                         |            |                              |       |                          |        |
| Cursa en línia masculina | Liberio Ferrario Itàlia | 5h 00' 25" | Othmar Eichenberger · Suïssa | m. t. | Georges Antenen · Suïssa | m. t.  |

## Medaller
| Posició | País   | Or | Plata | Bronze | Total |
| 1       | Itàlia | 1  | 0     | 0      | 1     |
| 2       | Suïssa | 0  | 1     | 1      | 2     |
| Total   | Total  | 1  | 1     | 1      | 3     |